# Вулиця Леннона
Вулиця Леннона — вулиця у Шевченківському районі міста Львова, в місцевості Збоїща (мікрорайон Щурата). Пролягає від вулиці Щурата до кінця забудови. Прилучається вулиця Франца Ксаверія Бонна. Найпівнічніша вулиця Львова. Перша в Україні та одна з восьми вулиць у світі, названих на честь Джона Леннона.

## Історія та забудова
Вулиця виникла наприкінці 1990-х років під час будівництва нового житлового масиву на півночі Збоїщ. Автором назви став викладач (з 2004 року — декан) механіко-математичного факультету Львівського національного університету імені Івана Франка Михайло Зарічний. Цю ідею згодом підхопили студенти ЛНУ, і після збору підписів пропозицію передали до міської ради, де її підтримали з одного боку Андрій Садовий, тоді — директор Інституту розвитку міста та мистецьке об'єднання «Дзиґа», з іншого — історик Іван Сварник. Цікаво, що при розгляді цієї більшість експертів її відхилило, мотивуючи це тим, що Джон Леннон не мав жодного стосунку до Львова, проте Івану Сварнику вдалося переконати комісію з перейменувань та місцеву владу.
Урочисте відкриття вулиці відбулося 10 жовтня 2000 року і було присвячене 60-літтю з дня народження Джона Леннона.
Вулиця Леннона має п'ятиповерхову житлову забудову середини 1990-х років та нову багатоповерхову забудову 2006-2020 років.